# Miss France 2003
Miss France 2003 est la 73e élection de Miss France. Elle se tient le 14 décembre 2002 au Palais des sports de Gerland à Lyon, dans la région de Sylvie Tellier, Miss France 2002. La cérémonie est diffusée en direct sur TF1 et est présentée pour la 8e année consécutive par Jean-Pierre Foucault. C'est la 1re élection produite par Endemol.
Corinne Coman, Miss Guadeloupe 2002 remporte le titre et succède à Sylvie Tellier, Miss France 2002.

## Classement final
| Résultats        | Candidates | Concours internationaux                                  |
| ---------------- | --- | -------------------------------------------------------- |
| Miss France 2003 | - Miss Guadeloupe - Corinne Coman | Top 10 à Miss Europe 2003                                |
| 1re dauphine     | - Miss Île-de-France - Ornella Verrecchia |                                                          |
| 2e dauphine      | - Miss Franche-Comté - Élodie Couffin | Top 12 à Miss International 2003                         |
| 3e dauphine      | - Miss Rhône-Alpes - Fanny Anselme |                                                          |
| 4e dauphine      | - Miss Aquitaine - Élodie Pleumeckers |                                                          |
| Top 12           | - Miss Quercy-Rouergue - Christel Leyenberger (5e dauphine) - Miss Picardie - Charlotte Desauty (6e dauphine) - Miss Alsace - Céline Druz - Miss Artois-Hainaut - Lydie Tison - Miss Corse - Sabrina Chabrier - Miss Flandre - Jessica Dherbometz - Miss Paris - Isabelle Lamant | Isabelle Lamant est élue Miss Tourism International 2005 |

### Prix attribués
| Prix                                  | Candidates                               |
| ------------------------------------- | ---------------------------------------- |
| Prix de la Beauté noire               | Miss Martinique - Séverine Cyrille       |
| Prix de l'élégance Lise Charmel       | Miss Pays de Savoie - Élodie Bordignon   |
| Prix du Charme Pétillant Raoul Collet | Miss Marche-Limousin - Alexandra Dumitru |
| Prix Maurice de Waleffe               | Miss Orléanais - Stéphanie Chanoine      |

## Ordre d'annonce des finalistes
| 1. Miss Picardie 2. Miss Guadeloupe 3. Miss Flandre 4. Miss Franche-Comté 5. Miss Alsace 6. Miss Quercy-Rouergue 7. Miss Paris 8. Miss Corse 9. Miss Aquitaine 10. Miss Rhône-Alpes 11. Miss Artois-Hainaut 12. Miss Île-de-France | 1. Miss Franche-Comté 2. Miss Île-de-France 3. Miss Rhône-Alpes 4. Miss Guadeloupe 5. Miss Aquitaine |

## Préparation
Le voyage de préparation a lieu sur un bateau de croisière en Méditerranée. Les candidates sont parties le 17 novembre 2002 de Marseille, aves des escales à Valence, Palerme, Malte et Portofino.
La ville de Lyon accueille l'élection au sein du Palais des sports de Gerland,. La séquence d'ouverture, en costumes régionaux, est tournée Place Bellecour. C'est la deuxième fois que la ville accueille l'élection, après de celle de Miss France 1958 tenue au Palais d'Hiver.

## Déroulement
Les candidates ouvrent la cérémonie en tenues régionales, tout d'abord sur un plan en extérieur tourné dans la ville de Lyon et entourées de feux d'artifice puis en plateau. Après l'accueil de Jean-Pierre Foucault, les miss sont ensuite présentées par ordre alphabétique, de Miss Albigeois à Miss Wallis-et-Futuna. Durant les présentations, des pauses sont faites pour présenter le Jury et sa présidente, Gina Lollobrigida. Elles défilent dans un second temps toutes ensemble en maillot de bain, puis en robe. Les 12 demi-finalistes sont annoncées par Jean-Pierre Foucault et Sylvie Tellier. Elles défilent en robe, sur une musique de Gérard Presgurvic issue de la comédie musicale Roméo et Juliette. Elles sont ensuite interviewées au micro de Jean-Pierre Foucault, après quoi a lieu un deuxième défilé en maillot de bain.
Le top 5 est annoncé. Les cinq finalistes défilent en robe de soirée, puis sont à nouveau interviewées par Jean-Pierre Foucault, avant le couronnement.
L'élection est marquée par l'intervention au micro d'un intermittent du spectacle pour dénoncer le projet de refondation sociale du Medef.
Johnny Hallyday, Youssou N'Dour, Pascal Obispo, David Hallyday, Pedro Alves ainsi que l'orchestre du Conservatoire de Lyon et les choeurs de l'Université Lumière-Lyon-II se produisent durant l'élection.

## Jury
| Membre                                 | Notes                                              |
| -------------------------------------- | -------------------------------------------------- |
| Gina Lollobrigida (présidente du jury) | actrice                                            |
| Patrick Tabacco                        | rugbyman                                           |
| Hermine de Clermont-Tonnerre           | actrice, princesse                                 |
| Jean-Claude Narcy                      | journaliste                                        |
| Agnès Letestu                          | danseuse étoile                                    |
| Sidney Govou                           | footballeur de l'OL                                |
| Gérard Presgurvic                      | producteur de Roméo et Juliette, spectacle musical |
| Christiane Sibellin                    | Miss France 1965                                   |
| Sonia Rolland                          | Miss France 2000                                   |
| Myriam Stocco                          | Miss France 1971                                   |

## Candidates
| Région                    | Nom                  | Élue à                   | Résidence               |
| ------------------------- | -------------------- | ------------------------ | ----------------------- |
| Miss Albigeois            | Emlyne Bounay        | Lisle-sur-Tarn           | Verfeil                 |
| Miss Alsace               | Céline Druz          | Marlenheim               | Strasbourg              |
| Miss Anjou                | Cécile Bourdeau      | Vern-d'Anjou             | Angers                  |
| Miss Aquitaine            | Elodie Pleumeckers   | La Réole                 | Bordeaux                |
| Miss Artois-Hainaut       | Lydie Tison          | Noyelles-Godault         | Caudry                  |
| Miss Auvergne             | Clémence Daturi      | Cébazat                  | Riom                    |
| Miss Berry                | Émilie Dejouhannet   | Déols                    | Châteauroux             |
| Miss Bourgogne            | Aurélie Bonnin       | Chalon-sur-Saône         | Avallon                 |
| Miss Bretagne             | Anne-Sophie Pageau   | La Baule                 | Le Cellier              |
| Miss Calédonie            | Cyrielle Pindon      | Nouméa                   | Voh                     |
| Miss Camargue             | Élodie Canville      | Carnon                   |                         |
| Miss Cévennes             | Sophie Larmignat     | Saint-Gély-du-Fesc       |                         |
| Miss Champagne-Ardenne    | Alexandra Royer      | Épernay                  | Saint-Dizier            |
| Miss Charente             | Stéphanie Barreau    | Soubise                  |                         |
| Miss Comminges            | Mandy Garcia         | Saint-Gaudens            | Rieumes                 |
| Miss Corse                | Sabrina Chabrier     | Porticcio                | Sarrola-Carcopino       |
| Miss Côte d'Azur          | Sandra Marmand       | Juan-les-Pins            |                         |
| Miss Flandre              | Jessica Dherbometz   | Le Touquet               |                         |
| Miss Franche-Comté        | Élodie Couffin       | Morvillars               | Belfort                 |
| Miss Gascogne             | Dorothée Jouhaud     | Mont-de-Marsan           | Condom                  |
| Miss Guadeloupe           | Corinne Coman        | Sainte-Anne              | Sainte-Anne             |
| Miss Guyane               | Stella Gauthier      | Cayenne                  |                         |
| Miss Île-de-France        | Ornella Verrecchia   | Bourron-Marlotte         | Méry-sur-Oise           |
| Miss Languedoc            | Ismaëlle Allouane    | Beaucaire                | Nîmes                   |
| Miss Loire-Forez          | Émilie Eymard        | Saint-Étienne            |                         |
| Miss Lorraine             | Laetitia Ambiehl     | Contrexéville            | Gandrange               |
| Miss Lyon                 | Marie Comte          | Lyon                     | Lyon                    |
| Miss Maine                | Aurélie Paillard     | Renazé                   | Le Mans                 |
| Miss Marche-Limousin      | Alexandra Dumitru    | Limoges                  | Le Palais-sur-Vienne    |
| Miss Martinique           | Séverine Cyrille     | Fort-de-France           |                         |
| Miss Mayotte              | Salima Mogne Ahamadi | Mamoudzou                |                         |
| Miss Midi-Pyrénées        | Cécile Monteil       | Toulouse                 | Castanet-Tolosan        |
| Miss Normandie            | Catherine Lebreton   | Verneuil-sur-Avre        | Honfleur                |
| Miss Orléanais            | Stéphanie Chanoine   | Montargis                | Dreux                   |
| Miss Paris                | Isabelle Lamant      | Paris                    | Trappes                 |
| Miss Pays de l'Ain        | Madline Cabanon      | Belley                   |                         |
| Miss Pays de Savoie       | Élodie Bordignon     | Sevrier                  | Chambéry                |
| Miss Pays du Velay        | Laetitia Méteigner   | Monistrol-sur-Loire      | Sainte-Florine          |
| Miss Périgord             | Aurore Vlamynck      | Bergerac                 | Saint-Mayme-de-Péreyrol |
| Miss Picardie             | Charlotte Desauty    | Saint-Quentin            | Vieux-Moulin            |
| Miss Poitou               | Amélie Drapeau       | Nueil-les-Aubiers        | Mouzeuil-Saint-Martin   |
| Miss Provence             | Béatrice Poorterman  | Le Lavandou              | Hyères                  |
| Miss Quercy-Rouergue      | Christel Leyenberger | Villefranche-de-Rouergue | La Primaube             |
| Miss Réunion              | Stéphanie Tapé       | Saint-Denis              | Saint-Philippe          |
| Miss Rhône-Alpes          | Fanny Anselme        | Porcieu-Amblagnieu       | Oullins                 |
| Miss Sologne Val de Loire | Nadège Traca         | Romorantin-Lanthenay     |                         |
| Miss Touraine             | Julia Loiseau        | Montlouis-sur-Loire      | Loches                  |
| Miss Wallis-et-Futuna     | Caroline Brial       | Mata-Utu                 |                         |

## Observations